# Poljak
Poljak falu Bosznia-Hercegovinában, a Bosznia-hercegovinai Föderáció Una-Szanai kantonjában, Sanski Most községben. 

## Fekvése
Bosznia-Hercegovina északnyugati részén, Bihácstól légvonalban 64, közúton 86 km-re keletre, Sanski Most központjától 2 km-re északkeletre fekvő sík területen, a Szanába ömlő Sasina-patak völgyében fekszik. 

## Népessége
| Nemzetiségi csoport | Népesség 1991 | Népesség 2013 |
| ------------------- | ------------- | ------------- |
| Szerb               | 38            | 1             |
| Bosnyák             | 56            | 333           |
| Horvát              | 370           | 131           |
| Jugoszláv           | 37            | 0             |
| Egyéb               | 21            | 18            |
| Összesen            | 522           | 483           |

## Története
Poljak csak 1948 óta létezik önálló településként.

## Oktatás
Poljakban 1955-ben nyitották meg az iskolát, két tanteremmel és egy tanári lakással. A poljaki iskolát 1972-ben bezárták, azóta az itteni tanulók a trnovai iskolába járnak.

## Fordítás
- Ez a szócikk részben vagy egészben  a   Poljak (Sanski Most) című bosnyák Wikipédia-szócikk ezen változatának fordításán alapul.  Az eredeti cikk szerkesztőit annak laptörténete sorolja fel. Ez a jelzés csupán a megfogalmazás eredetét és a szerzői jogokat jelzi, nem szolgál a cikkben szereplő információk forrásmegjelöléseként.